# Stratosphere
De Stratosphere is een in 1996 geopend hotel en casino op de Strip in Las Vegas, Nevada Verenigde Staten. Het is eigendom van Whitehall Street Real Estate Funds. Bij het hotel staat een toren van 350 meter hoog. Het is de hoogste vrijstaande toren in Las Vegas. Boven in de toren was vroeger een achtbaan, en het hoogste observatieplatform in Las Vegas.

## Geschiedenis

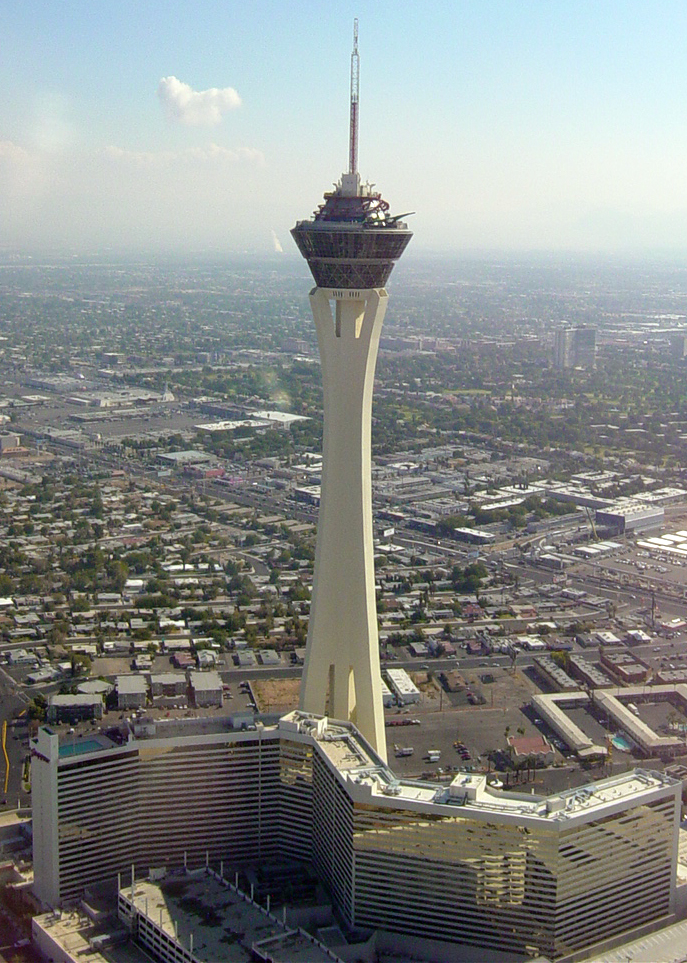
De Stratosphere gezien vanuit de lucht.

In 1994 werd begonnen met de bouw van de Stratosphere-toren bij het toen al bestaande Vegas World. Er zouden verschillende attracties op de nieuwe toren komen, onder meer een aap die de bezoekers langs de torens omhoog en omlaag bracht. De originele hoogte van de toren was gelijk aan die van de CN Tower, maar door de nabije ligging van McCarran International Airport moest de hoogte van de toren meermaals ingekort worden om de vluchten niet in de weg te zitten. De uiteindelijke hoogte is 350 meter.
Tijdens de bouw van de toren werd deze getroffen door bliksem, waardoor er een kleine brand uitbrak in hotel en casino. Niemand raakte bij dit voorval gewond. Nog voor de opening van de toren werd het hotel en casino gekocht door de later gevormde Stratosphere Corporation. Deze ging kort na de opening failliet en zo verkreeg Carl Icahn via een van zijn bedrijven een meerderheid in de aandelen in de Stratosphere.
Door het faillissement van de Stratosphere Corporation kwam de geplande tweede toren pas gereed in 2001. Vlak voor de renovering en uitbouw in 2001 werd er een voorstel gepresenteerd voor een achtbaan die op de toren, maar ook langs een gedeelte van de Las Vegas Boulevard zou rijden. Uiteindelijk keurde de Las Vegas City Council het plan niet goed na bezwaren van de omringende bewoners over geluidsoverlast.
In 2010 werd een andere attractie aangekondigd door American Casino & Entertainment Properties. Deze attractie, genaamd SkyJump, moest bezoekers over een afstand van 261 meter gecontroleerd naar beneden laten schieten. Op 20 april 2010 werd de attractie voor publiek toegankelijk.

### Ongelukken
In 2005 vonden twee incidenten plaats waarbij bezoekers voor een aantal uur vast kwamen te zitten in een van de attracties. Insanity, de attractie waar het ongeluk plaatsvond, schakelde zichzelf automatisch uit zodra er een fout ontdekt werd. Dit gebeurde tweemaal in 2005, sindsdien niet meer. Tevens is de Stratosphere tower sinds de opening vijf maal gebruikt voor zelfdoding.

## Ligging
De Stratosphere ligt aan de Las Vegas Boulevard en is het meest noordelijke hotel en casino aan de Strip. Feitelijk gezien behoort de Stratosphere niet meer tot de Strip omdat deze ophoudt na Sahara Avenue, en behoort het hotel tot Downtown Las Vegas. Door velen wordt de Stratosphere toch als het noordelijkste hotel en casino van de Strip gezien. Schuin tegenover het hotel en casino ligt het inmiddels gesloten Sahara Hotel en aan de zuidkant van het hotel op enige afstand het Circus Circus.

## Ontwerp

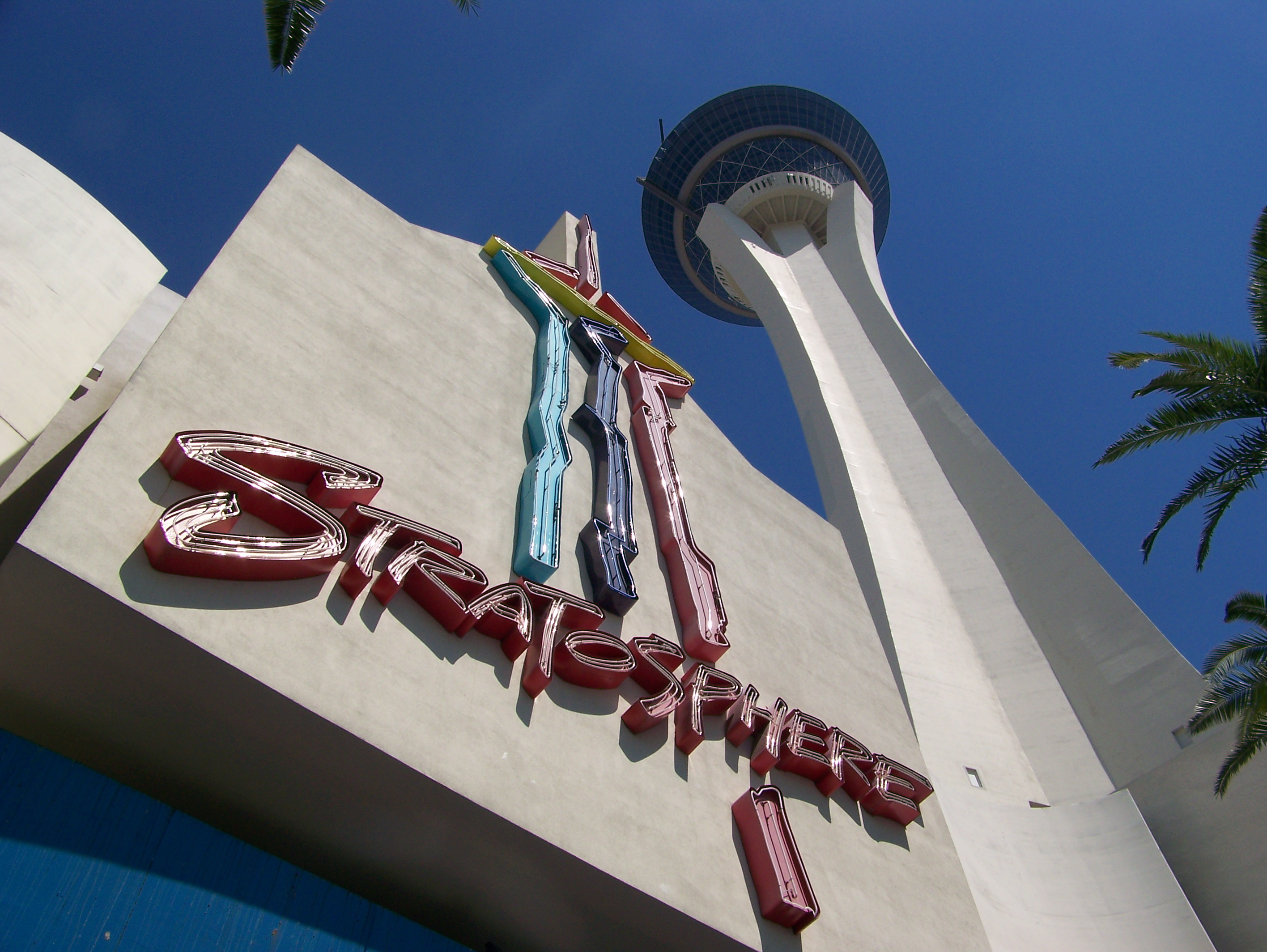
De Stratosphere vanaf de onderkant.

Het gebouw en de toren zijn allebei in moderne stijl gebouwd. De 350 meter hoge toren heeft aan de bovenkant een restaurant, observatieplatform en verschillende attracties. Verder heeft het hotel twee torens met beide ruim 1000 kamers.

## Faciliteiten

### Hotel
Het hotel heeft een totaal van 2427 kamers die over twee verschillende torens verdeeld zijn. Daarnaast hebben de gasten de beschikking over een zwembad, verschillende restaurants en een casino. Het hotel is net als de rest van het gebouw modernistisch ingericht.

### Casino
Het casino beschikt onder andere over videospellen, gokmachines en Europees roulette en heeft daarnaast enkele van de ongewone gokspellen van zijn voorganger Vegas World overgenomen, zoals Craps zonder dobbelstenen, ook wel "crapless craps" genoemd. In zijn totaliteit heeft het casino ongeveer vijftig tafels waar gokspellen op gedaan worden en daarnaast 1500 gokmachines.

### Attracties

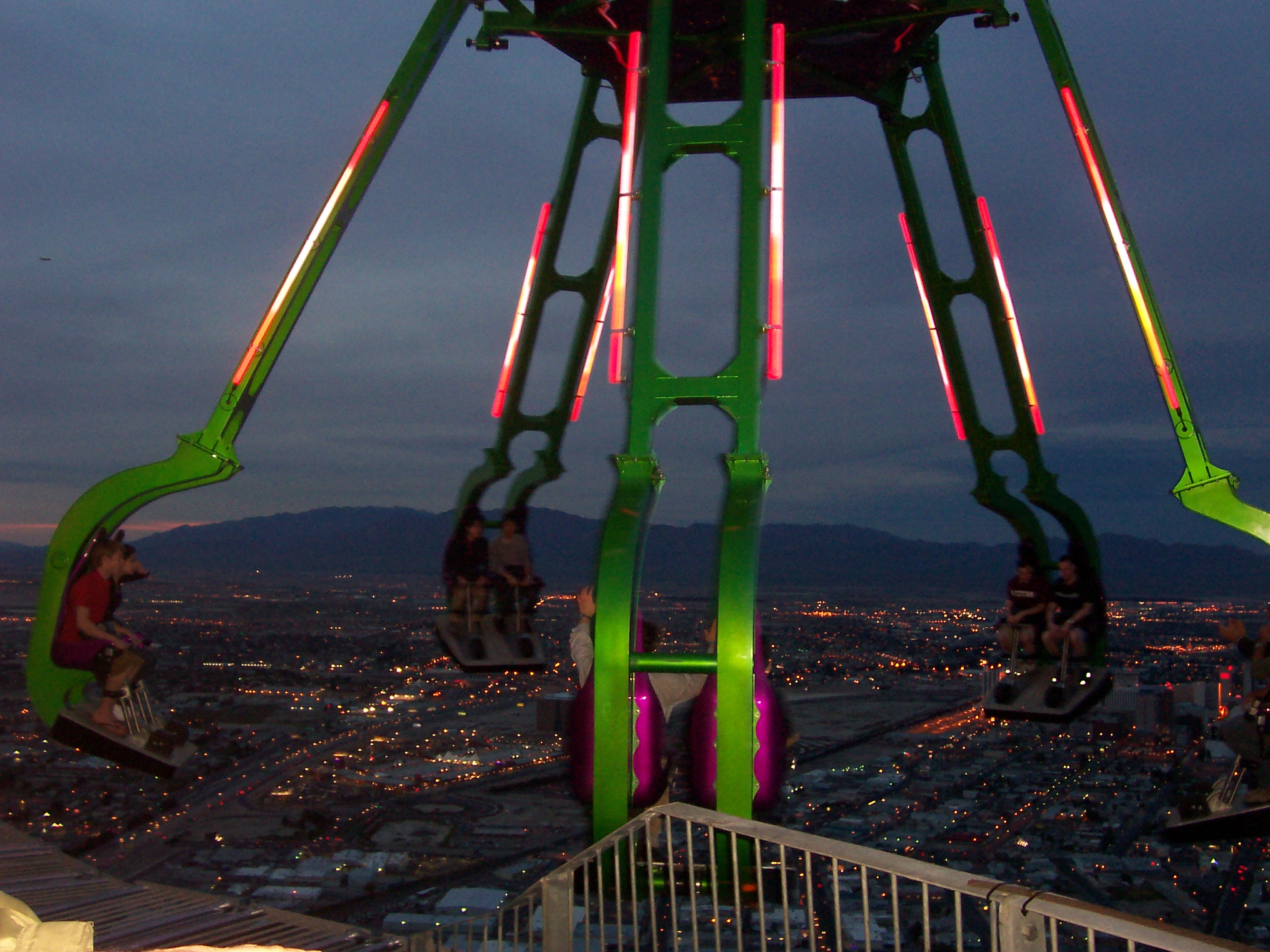
De Insanity boven op de Stratosphere.

Op de top van de Stratosphere Tower zijn vier verschillende attracties waarvan er drie de hoogste drie in de wereld zijn.

Geopende attracties:
- Big Shot, met een hoogte van 329 meter de hoogste attractie ter wereld.
- Insanity, met een hoogte van 270 meter de op een na hoogste attractie ter wereld.
- X-Scream, met een hoogte van 264 meter de op twee na hoogste attractie ter wereld.
- SkyJump, 263 meter hoog.

Gesloten attracties:
- The High Roller was met een hoogte van 277 meter de op een na hoogste attractie ter wereld ten tijde van de opening. De achtbaan is gesloten om plaats te maken voor een andere attractie.

### Overige
Naast de verschillende attracties, het casino en de eetgelegenheden heeft het gebouw ook een eigen winkelcentrum. Dit winkelcentrum ligt op de tweede etage en verbindt de ingang met de Stratosphere Tower.
Tevens staan op de top van de toren twee antennes voor het uitzenden van KVGS en KOAS, twee radio-stations in Nevada. Het signaal bereikt alleen de directe omgeving van Las Vegas. Daarom hebben beide omroepen ook nog antennes op andere plaatsen om het gebied waarin zij bereikbaar zijn uit te breiden.